# Trèvol pudent
El trèvol pudent (Bituminaria bituminosa, sinònim Psoralea bituminosa) és una planta amb flor del gènere Bituminaria, abans considerada dins del gènere Psoralea. Malgrat el seu nom comú de "trèvol", no pertany al gènere Trifolium. És una herba ruderal de caràcter perenne, de 30 cm a un metre d'alçada. Té els folíols enters i floreix, amb glomèruls d'1,5 a 2 cm, sostinguts per un llarg peduncle. Les flors són d'un color blau violaci clar (rarament blanquinoses); floreix de març a novembre, desprenent una olor semblant al betum. Prolifera naturalment a la conca del Mediterrani i les Illes Canàries, des del nivell del mar fins a 1.450 m (al País Valencià). Penetra molt endins de gairebé tota la península Ibèrica i es troba a marges de camps i fenassars de sòl profund. Se n'investiguen les propietats medicinals, en concret per a l'extracció de la furanocumarina.